# 小田切ジュン
小田切 ジュン（おだぎり じゅん、1978年1月12日 - ）は、日本のAV男優。

## 人物
- 法政大学・日本美容専門学校卒業[2]。
- 美容師見習い中に志願してAV男優に成っている。
- オダギリジョーの苗字を採って芸名を「小田切ジュン」にしている
- ピエール剣・沢井亮・しみけんなどと仲が良い[3]。
- 無修正ビデオに出演した疑いで2017年に逮捕されている。
- 中野でダーツバーを経営していたこともある。

## 出演番組
ネット配信
- 男優と男優 小田切ジュン （GIRL'S CH、前編：2014年4月9日公開、後編：2014年4月16日公開）
- アダム徳永 presents 女性の為のスローセックス （GIRL'S CH、2014年7月18日～8月29日公開）

## イベント
- AV男優吉村卓の男優さんいらっしゃい！　～イケメン男優 小田切ジュンのガチ誕生日をみんなでお祝いしちゃお～！の巻[4][5] （2013年1月12日、LEFKADA） 沢井亮とゲスト出演